# Jean-Emmanuel Gilibert
Jean-Emmanuel Gilibert (Lyon, 21 de junho de 1741 — Lyon, 2 de setembro de 1814) foi um político e botânico francês.